# Liste des évêques de Fréjus et Toulon
La liste des évêques évêques de Fréjus, puis de Fréjus et Toulon, recense le nom des évêques qui se sont succédé sur le siège du diocèse de Fréjus (Ve siècle-1801, puis 1822-1957), dénommé depuis 1957 diocèse de Fréjus-Toulon à la suite du transfert du siège de l'évêché de Fréjus à Toulon.

## Les évêques par période
1. 400 ? -432 : saint Léonce
2. 433-455 : Théodore
3. 463-465 : Astérius
4. 475 ? : saint Ausile
5. 484 ?-506 : Victorin
6. 524 : Jean Ier
7. 527-529 : Lupercien
8. 541 : Didier
9. 549-554 : Expectat ou Spectatus
participe au concile d'Arles de 554.
10. 582 : Épiphane
11. 636 : Martin
12. 788 : N…
13. 909-911 : Benoît
14. 949-952 : Gontard ou Gontar
ancien prévôt de la cathédrale d’Arles, frère de Teucinde d'Arles et fils du comte Griffon
15. 973-1000 ? : Riculf ou Riculfe
neveu de son prédécesseur Gontard et de Teucinde d'Arles, abbé de Montmajour vers 990
16. 1010-1044 : Gaucelme
17. 1044-1091 : Bertrand Ier
18. 1091-1131 : Bérenger
fils de Rostaing Bérenger, vicomte d'Avignon et de Sisteron.
19. 1131-1145 : Bertrand II
20. 1154-1157 : Pierre de Montlaur
21. 1166-1197 ? : Frédol ou Frédolon d'Anduze (Anduse)
22. 1197-1202 : Guillaume du Pont
23. 1203-1206 : Raimond de Capella
24. 1206-1212 : Bermond Cornut
25. 1212 ? -1215 : Raimond de Puyricard
26. 1220 : Olivier
27. 1224-1233 ? : Bertrand de Favas
28. 1235-1248 : Raimond Bérenger
29. 1248-1264 : Bertrand de Saint-Martin
30. 1264-1266 : Pierre de Camaret
31. 1267-1280 ? : Guillaume de la Fonte
32. 1280 ? -1299 : Bertrand de Comarque
33. 1300-1310 : Jacques Duèze
34. 1318-1318 : Bertrand d'Aimini
35. 1318-1340 : Barthélémy Grassi
36. 1340-1343 : Jean d'Arpadelle
37. 1343-1346 : Guillaume d'Aubussac
38. 1346-1348 : Pierre Alamanni
39. 1348 : Pierre du Pin
40. 1349-1360 : Guillaume Amici, auparavant évêque d'Apt (1341)), puis de Chartres (1342)
41. 1360-1361 : Pierre Artaudi
42. 1361-1364 : Guillaume de Roffiac
43. 1364-1371 : Raimond Daconis
44. 1371-1385 : Bertrand de Villemus
45. 1385 : Emmanuel Ier
46. 1385-1405 : Louis de Bouillac
47. 1408-1422 : Gilles Juvenis
48. 1422-1449 ? : Jean Bélard
49. 1449-1452 : Jacques Jouvenel des Ursins
50. 1452-1453 : Jacques Séguin
51. 1453-1455 : Guillaume-Hugues d'Estaing
52. 1455-1462 : Jean du Bellay, dit le Jeune
53. 1462-1472 : Léon Guérinet
54. 1472 : Réginald d'Angline
55. 1472-1485 : Urbano Ier Fieschi
56. 1486-1487 : Robert Briçonnet
57. 1485-1488 : Nicolas Fieschi, frère d'Urbano Fieschi.
58. 1488-1494 : Rostan d'Ancesune
59. 1495-1511 : Nicolas Fieschi retrouve son siège.
60. 1511-1524 : Urbano II Fieschi, son neveu,
61. 1524-1534 : Franciotto Orsini
62. 1525-1564 : Leone Orsini, son petit-fils.
63. 1565-1579 : Bertrand de Romans (de)
64. 1579-1591 : François de Bouliers (de)
65. 1591-1597 : Gérard Bellanger
66. 1599-1637 : Barthélemy Camelin
67. 1637-1654 : Pierre Camelin, neveu du précédent
68. 1658-1674 : Joseph Zongo Ondedei
69. 1676-1678 : Antoine de Clermont
70. 1679-1680 : Louis de Bourlemont
71. 1681-1697 : Luc d'Aquin
72. 1697-1699 : Louis d'Aquin, neveu du précédent
73. 1699-1715 : André Hercule de Fleury
74. 1715-1739 : Joseph-Pierre de Castellane
75. 1739-1765 : Martin du Bellay

### Période révolutionnaire
1. 1766-1801 : Emmanuel-François de Bausset-Roquefort

- 1791 Jean-Joseph Rigouard, évêque constitutionnel du département du Var

1801, suppression du diocèse
Le diocèse de Fréjus est supprimé par le concordat de 1801. Il est rétabli par la bulle Paternae charitatis du 6 octobre 1822, entérinant le concordat de 1817.

### Période contemporaine
- 1823-1829: Charles-Alexandre de Richery
- 1829-1845: Louis-Charles-Jean-Baptiste Michel
- 1845-1852: Casimir Wicart

### Évêques de Fréjus et Toulon
Par décret consistorial du 28 septembre 1852, les évêques de Fréjus sont autorisés à adjoindre à leur titre celui de l'évêché supprimé de Toulon. Ce décret fut reçu par décret présidentiel du 22 janvier 1853.
- 1852-1855 : Casimir-Alexis-Joseph Wicart, premier évêque de Fréjus et Toulon.
- 1855-1876 : Henri Jordany (de)
- 1876-1885 : Joseph-Sébastien-Ferdinand de Terris
- 1886-1890 : Fédéric-Henri Oury, transf.p/Dijon en 1890
- 1890-1899 : Eudoxe Irénée Mignot, transf.p/Albi en 1899
- 1899-1905 : Aloys-Joseph-Eugène Arnaud
- 1906-1926 : Félix-Adolphe-Camille-Jean-Baptiste Guillibert
- 1926-1940 : Augustin Simeone (de) (évêque d'Ajaccio)
- 1941-1960 : Auguste Gaudel, retiré en 1960.
  - 1958-1960 : Henri Mazerat, coadjuteur
- 1960-1961 : Henri Mazerat, transféré à Angers en 1961
- 1962-1983 : Gilles Barthe, retiré en 1983
- 1983-2000 : Joseph Madec, retiré en 2000
- 2000-2025 : Dominique Rey, retiré en 2025
  - 2023-2025 : François Touvet, coadjuteur
- 2025-         : François Touvet